# Hauteville (Friburgo)
Hauteville (antiguamente en alemán Altenfüllen) es una comuna suiza del cantón de Friburgo, situada en el distrito de Gruyère. Limita al norte con las comunas de Pont-la-Ville y La Roche, al sureste con Cerniat, al sur con Corbières, y al oeste con Marsens y Pont-en-Ogoz.

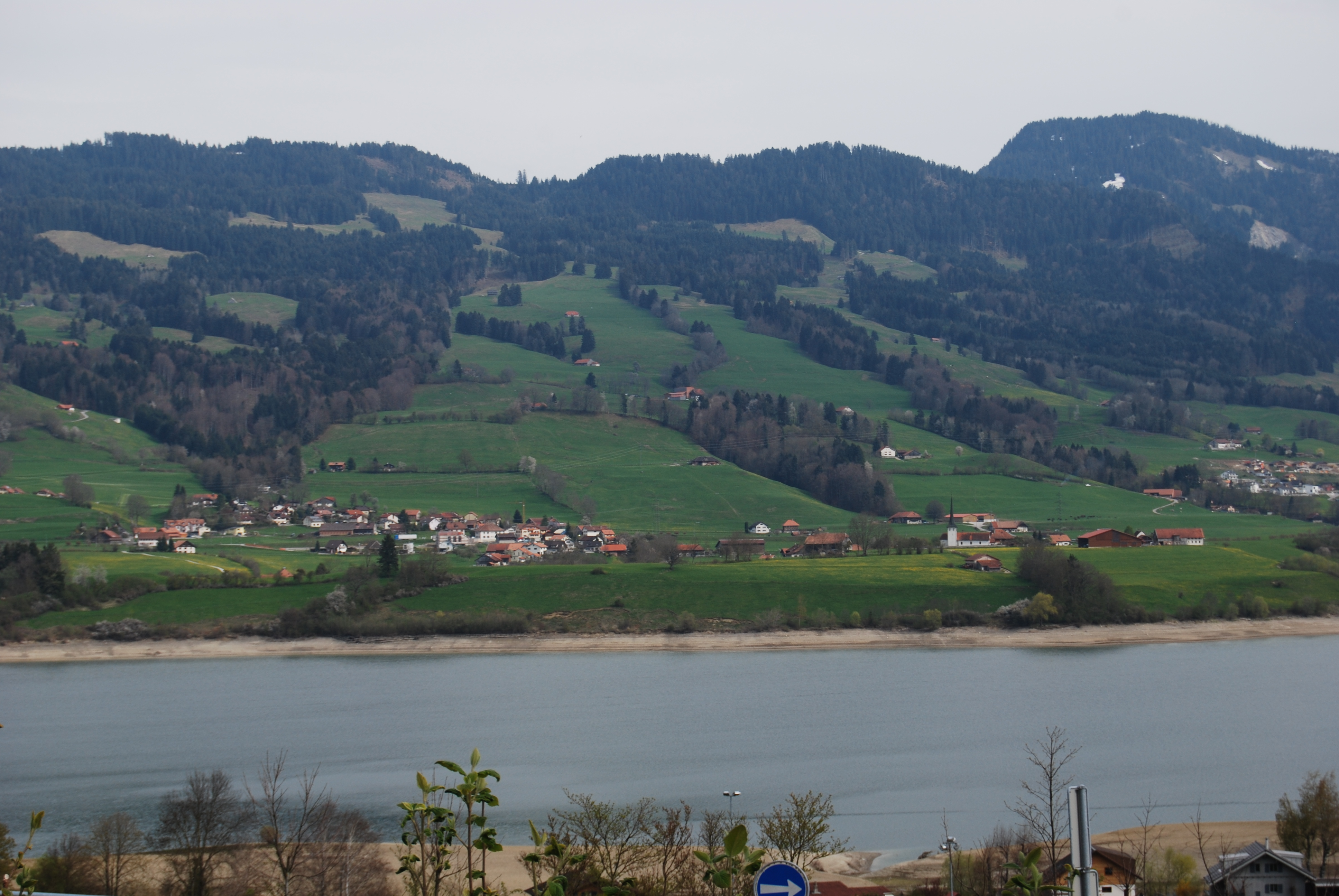
Hauteville